# عملية تشينلا الثانية
كانت عملية تشينلا الثانية أو تشينلا الثانية عملية عسكرية كبيرة أجرتها القوات المسلحة الوطنية الخميرية (FANK) خلال الحرب الأهلية الكمبودية من20 أغسطس حتى 3 ديسمبر1971.

## خلفية
خلال أيام حكم الأمير نورودوم سيهانوك في كمبوديا في الستينيات، كان الجيش الشعبي لفيتنام (PAVN) وحلفاؤهم من الفيتكونغ(VC) قادرين على استخدام مناطق القواعد في الأراضي الكمبودية من أجل توفير الدعم اللوجستي لمعاركهم، والقوات داخل فيتنام الجنوبية، وبعد انقلاب مارس 1970 بقيادة الجنرال الموالي للولايات المتحدة لون نول، وسعتPAVN سيطرتها بقوة على مقاطعات شمال شرق كمبوديا، واقتربت بشكل خطير من العاصمة بنوم بنه.
في البداية، لم تكنFANK الصغيرة وغير المدربة إلى حد كبير والمجهزة بشكل سيئ على مستوى التحدي، لا سيما ضد قواتPAVN / VC الأكبر والأكثر خبرة، ومع ذلك، بحلول صيف عام1971، وبمساعدة ضخمة من الولايات المتحدة وفيتنام الجنوبية، نمتFANK لتصبح قوة تضم أكثر من مائة ألف رجل.
خلال الفترة بين سبتمبر1970 ويونيو1971، فازت FANK بأول انتصاراتها بعد أن نجحت في طرد عناصر من الفرقة 9 PAVN على طول الطريق 13 وفي بعض أجزاء من دلتا ميكونغ.
بحلول أبريل1971، قرر المارشال لون نول تجديد الهجوم ضد قواتPAVN / VC، مستفيدًا من الروح المعنوية العالية بين قواتFANK بعد النجاح الجزئي لعملية Chenla I, وبالنسبة إلىFANK، كان كل شيء على المحك، حيث تم استثمار العديد من الاحتياطيات والهيبة في العملية، وكان الهدف الرئيسي للقيادة العليا لـFANK هو إعادة فتح الطريق 6 بالكامل وتأمين الطريق بين Kampong Cham والحامية المعزولة في Kampong Thom, وتم تجميع فرقة عملFANK من عشر كتائب مشاة- بما في ذلك مرة أخرى نسبة كبيرة من قوات الخمير كروم- في ثلاث مجموعات لواء مدعومة بالدروع والمدفعية تم تجميعها للعملية، والتي اعتمدت بشكل كبير على الدعم الجوي الأمريكي لتخفيف ما يقدر بفرقتين من القوات المسلحة الباكستانية. في المنطقة. 

## عملية
تم إطلاق عملية Chenla II في20 أغسطس1971، مما أدى إلى مفاجأة PAVN / VC مرة أخرى، وفي البداية، حققت فرقة عمل FANK بقيادة العميد هو هانغ سين هدفها، حيث تمكنت FANK من استعادة باراي في 26 أغسطس وكومبونغ ثمار في 1 سبتمبر، ولكن مع تقدم تشكيلات FANK نحو الأراضي التي تسيطر عليها PAVN / VC على طول الطريق 6، فقد تعرضوا بشدة للهجمات دون حماية كافية من أجنحة هم، كان هناك قتال عنيف حيث تقدمت مجموعة اللواء الخامس FANK نحو بنوم سانتوك بينما تم استعادة تانغ كراسانغ في20 سبتمبر، وفي5 أكتوبر، التزمت ثلاثة ألوية FANK بالاستيلاء على المناطق المحيطة بنوم سانتوك، واشتد القتال هناك حيث انخرط الكمبوديون و PAVN في قتال عنيف بالأيدي، وتم استعادة بنوم سانتوك في نهاية المطاف، وتم الإعلان عن اختتام المرحلة الأولى من تشينلا الثانية رسميًا في 25 أكتوبر، على الرغم من أن النجاح العسكري الحقيقي لم يتحقق بعد.
بالكاد بدأت احتفالات النصر في بنوم بنه عندما في ليلة 26 أكتوبر، بالكاد بعد ساعات من اختتام جهود التوحيد للمرحلة الثانية من العملية، أطلقت الفرقة 9 PAVN، التي عززتها VC 205th و 207 الفوج الإقليمية، هجوم شامل على المواقع الكمبودية الواقعة على طول الطريق6 من مزرعة تشامكار أندونغ للمطاط.  في الوقت نفسه، تم تطويق الكتيبة 14th FANK في Rumlong وعزلها، وخلال الأيام التالية، أُجبرت الكتيبة 118 و 211 و 377 على التراجع إلى تانغ كوك، في حين انسحب لواء المشاة الحادي والستون إلى تريال، التي كانت تحت سيطرة الكتيبة 22.
شنت FANK هجوما مضادا فاشلا في27 أكتوبر، وسحقت قوات PAVN / VC الممر الكمبودي على طول الطريق 6 بعد أسابيع من القتال العنيف، وثم شنت عناصر من الفرقة 9 PAVN هجومًا نهائيًا مزق العديد من كتائب FANK وKhmer Krom، مما تسبب في تخلي القوات الكمبودية غير المنظمة عن عدة مواقع رئيسية في1 ديسمبر، وتم إنهاء العملية بعد يومين.

## ما بعد الكارثة
بالنسبة لقوات PAVN / VC، انتهت المعركة بانتصار حاسم، حيث تمكنوا من تأمين معاقلهم في شمال شرق كمبوديا دون الحاجة إلى توسيع سيطرتهم داخل الأراضي الكمبودية، وفي 8 كانون الأول / ديسمبر 1971، تفاخرت الدعاية الفيتنامية الشمالية بأنه «بحلول أكتوبر، أي بعد شهرين، توقفت العملية وتم إبادة 4500 من قوات العدو وأسر المئات، و تعرض اللواءان الثاني والثالث والأربعون لضربات شديدة، وتم تدمير عشر كتائب وسبع سرايا مشاة وسرية دبابات، وغرقت 39 سفينة قتالية أو اشتعلت فيها النيران، وأسقطت تسع طائرات، ودمرت سبع قطع مدفعية عيار 105 ملم، والعديد من المركبات وكميات كبيرة من المعدات العسكرية» . [ 2 ] يزعم التاريخ الرسمي للحرب الأمريكية أن 10000 جندي معادي قتلوا أو تفرقوا وتم الاستيلاء على 4700 قطعة سلاح.
في الواقع، أدى الهجوم الأخير على مواقع FANK خلال شهر كانون الأول (ديسمبر) إلى القضاء فعليًا على عشر كتائب مشاة (بما في ذلك التضحية بأفضل كتائب الخمير كروم) وأسفر عن خسارة ما يعادل عشر كتائب أخرى من المعدات، والتي تضمنت مدافع هاوتزر، وأربعة دبابات وخمس ناقلات جند مدرعة وسيارة استطلاع واحدة وعشر سيارات جيب وحوالي عشرين مركبة أخرى، وعسكريا ونفسيا، كانت الأضرار التي لحقت أثناء عملية تشينلا الثانية كبيرة ولن يتعافى منها الكمبوديون أبدا، ومنذ ذلك الحين، ركزت الحكومة الجمهورية على تعزيز سيطرتها على المراكز الحضرية الرئيسية، والحاميات الرئيسية وممرات نهر ميكونغ باساك المنخفضة، مما ترك معظم الريف مفتوحًا تقريبًا أمام حملات تجنيد الخمير الحمر. 

## فهرس
- جون س. بومان، حرب فيتنام، يومًا بعد يوم ، مالارد بوكس، نيويورك 1989.(ردمك 0-7924-5087-6)رقم ISBN 0-7924-5087-6
- ساك سوتساخان، جمهورية الخمير في الحرب والانهيار النهائي ، مركز الجيش الأمريكي للتاريخ العسكري، واشنطن العاصمة 1980. - متاح على الإنترنت في الجزء 1 الجزء 2 الجزء 3 الجزء 4 .
- دورة الكلية الملكية للدراسات الدفاعية 1975 - الحرب في كمبوديا أسبابها وتطورها العسكري والتاريخ السياسي لجمهورية الخمير 1970 - 1975.

## روابط خارجية
- 1- وسام فانك لليوم 5 أكتوبر 1971[وصلة مكسورة][ رابط معطل دائم ]
- 2- Quan Doi Nhan Dan On Blows to Nixon Khmerization Scheme[وصلة مكسورة][ رابط معطل دائم ]